# Prokosovići
Prokosovići är en ort i Bosnien och Hercegovina.   Den ligger i entiteten Federationen Bosnien och Hercegovina, i den centrala delen av landet, 70 km norr om huvudstaden Sarajevo. Prokosovići ligger 215 meter över havet och antalet invånare är 1 552. Den ligger vid sjön Modračko Jezero.
Terrängen runt Prokosovići är platt åt nordost, men åt sydväst är den kuperad. Runt Prokosovići är det ganska tätbefolkat, med 93 invånare per kvadratkilometer.. Närmaste större samhälle är Tuzla, 14,4 km öster om Prokosovići. 
I omgivningarna runt Prokosovići växer i huvudsak blandskog.